# Liste der Bodendenkmäler in Trebgast
Auf dieser Seite sind die Bodendenkmäler in der oberfränkischen Gemeinde Trebgast zusammengestellt. Diese Tabelle ist eine Teilliste der Liste der Bodendenkmäler in Bayern. Grundlage ist die Bayerische Denkmalliste, die auf Basis des Bayerischen Denkmalschutzgesetzes vom 1. Oktober 1973 erstmals erstellt wurde und seither durch das Bayerische Landesamt für Denkmalpflege geführt wird. Die folgenden Angaben ersetzen nicht die rechtsverbindliche Auskunft der Denkmalschutzbehörde.

## Bodendenkmäler der Gemeinde Trebgast

### Bodendenkmäler in der Gemarkung Trebgaster Forst
| Lage                        | Objekt                                                          | Akten-Nr.     | Bild |
| --------------------------- | --------------------------------------------------------------- | ------------- | ---- |
| Trebgaster Forst (Standort) | Bestattungsplatz mit Grabhügel vorgeschichtlicher Zeitstellung. | D-4-5934-0009 |      |
| Trebgaster Forst (Standort) | Bestattungsplatz mit Grabhügel vorgeschichtlicher Zeitstellung. | D-4-5935-0018 |      |

### Bodendenkmäler in der Gemarkung Trebgast
| Lage                | Objekt | Akten-Nr.     | Bild |
| ------------------- | --- | ------------- | ---- |
| Trebgast (Standort) | Untertägige Teile der spätmittelalterlichen bis frühneuzeitlichen Pfarrkirche in Trebgast, Fundamente mittelalterlicher Vorgängerbauten, untertägige Teile der mittelalterlichen Kirchhofbefestigung sowie Körpergräber des Mittelalters und der Neuzeit. | D-4-5935-0070 |      |